# Tanja Stefanowa
Tanja Stefanowa, bułg. Таня Стефанова (z domu Kolewa, ur. 8 marca 1972 w Płowdiwie) – bułgarska lekkoatletka specjalizująca się w skoku o tyczce.

## Osiągnięcia
- 5. miejsce podczas halowych mistrzostw świata (Lizbona 2001)
- 6. lokata na halowych mistrzostw świata (Birmingham 2003)
- 3 zwycięstwa w zawodach I ligi Pucharu Europy (1999 & 2001 & 2004)
- wielokrotna mistrzyni i rekordzistka[2] kraju

Stefanowa dwukrotnie reprezentowała Bułgarię podczas igrzysk olimpijskich. Oba starty (Sydney 2000 & Ateny 2004) kończyła na fazie eliminacyjnej.

## Rekordy życiowe
- skok o tyczce - 4,45 (2003) rekord Bułgarii[3]
- skok o tyczce (hala) - 4,50 (2005) rekord Bułgarii